# HD32428
HD32428 — хімічно пекулярна зоря спектрального класу A4, що має видиму зоряну величину в смузі V приблизно  6,6.
Вона  розташована на відстані близько 382,4 світлових років від Сонця.

## Фізичні характеристики
Зоря HD32428 обертається 
досить швидко 
навколо своєї осі. Проєкція її екваторіальної швидкості на промінь зору становить  Vsin(i)= 78км/сек.